# 에투알 스포르티브 뒤 사엘
에투알 스포르티브 뒤 사엘(프랑스어: Étoile Sportive du Sahel, 아랍어: النـجـم الرياضي الساحلي, 약칭 ESS) 또는 에투알 뒤 사엘(프랑스어: Étoile du Sahel, 아랍어: النـجـم الساحلي)은 튀니지 수스의 축구 클럽 팀이다. 에투알 뒤 사엘은 축구 뿐만 아니라 농구와 배구, 유도, 레슬링, 핸드볼 등 다른 스포츠 팀도 운영하며 클럽 이름은 프랑스어로 "사헬의 별"을 뜻한다.

## 주요 대회 성적

### 튀니지 국내 대회
- 튀니지 프로 리그 1: 우승 8회 (1950, 1958, 1963, 1966, 1972, 1986, 1987, 1997, 2007)
- 튀니지 대통령컵: 우승 7회 (1959, 1963, 1974, 1975, 1981, 1983, 1996), 준우승 12회 (1939, 1946, 1950, 1954, 1957, 1958, 1960, 1967, 1991, 1994, 2001, 2008)
- 튀니지 프로 리그 컵: 우승 1회 (2005)

### 아프리카 축구 연맹 주관 대회
- CAF 챔피언스리그: 우승 1회 (2007), 준우승 2회 (2004, 2005)
- CAF 컨페더레이션컵: 우승 1회 (2006)
- 아프리칸 컵위너스컵: 우승 2회 (1997, 2003)
- CAF컵: 우승 2회 (1995, 1999), 준우승 2회 (1996, 2001)
- CAF 슈퍼컵: 우승 2회 (1998, 2008), 준우승 2회 (2004, 2007)

### 아랍 축구 연맹 주관 대회
- 아랍 컵위너스컵: 준우승 1회 (1995)

### 국제 대회
- 2007년 FIFA 클럽 월드컵 4위

## 선수 명단

### 현역
참고: FIFA 자격 규정에 따라 소속된 국가대표팀 국기를 표시합니다. 선수는 복수의 FIFA 비회원국 국적을 가지고 있을 수 있습니다.
| 번호 | 포지션 | 국적         | 이름          |
| ---- | ------ | ------------ | ------------- |
| 4    | DF     | 기니         | 체리프 카마라 |
| 6    | FW     | 코트디부아르 | 세드릭 그보   |
| 10   | FW     | 기니         | 모하메드 칸테 |

| 번호 | 포지션 | 국적 | 이름         |
| ---- | ------ | ---- | ------------ |
| 25   | MF     |      | 파디 벤 처그 |

## 역대 감독
| 감독                  | 임기      |
| --------------------- | --------- |
| 파우지 벤자르티       | 1986~1988 |
| 라바 사단             | 1994~1995 |
| 베르나르 카소니       | 2002      |
| 메흐메드 바즈다레비치 | 2005~2006 |
| 파우지 벤자르티       | 2006~2007 |
| 게르노트 로어         | 2008~2009 |
| 모하메드 파키르       | 2010      |
| 파우지 벤자르티       | 2012      |
| 베른트 크라우스       | 2012      |
| 파우지 벤자르티       | 2014~2016 |
| 위베르 벨리           | 2017      |
| 파우지 벤자르티       | 2019      |
| 후안 카를로스 가리도  | 2019~2020 |
| 조르반 비에이라       | 2020~2021 |
| 파우지 벤자르티       | 2023      |